# Анпилогов, Григорий Николаевич
Григорий Николаевич Анпилогов (1902—1987) — советский историк, преподаватель исторического факультета Московского государственного университета имени М. В. Ломоносова. Кандидат исторических наук (1938), доцент (1938).

## Биография
Родился в деревне Вязовое (ныне — Щигровского района Курской области) в крестьянской семье. В 1912 году окончил приходскую сельскую школу.
В годы революции и Гражданской войны был одним из первых комсомольцев, агитатором, рядовым бойцом отряда ЧОНа.
В 1924—1926 учился на рабфаке им. Артёма (Москва). В 1926—1930 — студент судебного отделения факультета советского права 1-го МГУ. Ещё будучи студентом, начал преподавать.
В 1927—1931 преподавал на вечерних рабочих курсах Замоскворечья и Красной Пресни, в 1928—1930 — на курсах комвуза им. М. В. Ломоносова.
После окончания университета по направлению МК ВКП(б) работал в органах ОГПУ—НКВД Москвы и Московской области. Одновременно в 1933—1935 был и. о. доцента Высших педагогических курсов при Совете национальностей ЦИК СССР, в 1932—1936 преподавал в Школе высшего начсостава НКВД—РКМ. С конца 1935 перешёл на работу в систему партийного образования.
В 1938 году защитил кандидатскую диссертацию «Сенат при Петре I до образования коллегий». В 1938—1941 — доцент кафедры истории СССР и декан исторического факультета МИФЛИ. В 1942—1949, после объединения МИФЛИ с МГУ — доцент, заместитель заведующего кафедрой истории СССР МГУ. 23 июня 1945 года беседовал с М. Кантарией.
В 1942—1946 — старший научный сотрудник сектора истории Великой Отечественной войны Института истории АН СССР. В 1940—1949 преподавал также на Ленинских курсах ЦК ВКП(б), в Высшей партийной школе и Академии общественных наук при ЦК КПСС.
В 1950—1952 был командирован в Венгрию, где преподавал в Высшей партийной школе, работал профессором и заведующим кафедрой Будапештского университета; преподавал историю России в Сегедском и Дебреценском университетах. По приезде в СССР вернулся в МГУ на кафедру истории СССР периода феодализма.
Основные научные труды относятся к истории России XVI—XVII века, в частности, к истории Курска, Нижнего Новгорода и т. п.

## Награды
- Орден Знамени (ВНР) II ст.

## Сочинения
- Серьёзные ошибки в учебнике истории СССР // Культура и жизнь. — 1948. — 11 марта.
- [Рец. на кн.:] Пётр Великий. Сб. статей / Под ред. А. И. Андреева. М.—Л., 1947 // Вопросы истории. — 1948. — № 4.
- Бортные знамёна как исторический источник (по путивльским и рыльским переписным материалам конца XVI и 20-х гг. XVII в.) // Советская археология. — 1964. — № 4.
- Новые документы о России конца XVI — начала XVII вв.. — М.: Изд-во МГУ, 1967. — 541 с.
- О восстании в Среднем Поволжье и в г. Осколе в 1606—1609 гг. // Вестник МГУ. История. — 1968. — № 2.
- Положение городского и сельского населения Курского уезда накануне восстания 1648 г. // Вестник МГУ. История. — 1972. — № 5.
- К вопросу о закрепощении крестьян законом 1592—1593 гг. и «урочных годах» // История СССР. — 1972. — № 5.
- Нижегородские документы XVI века (1588—1600). — М.: Изд-во МГУ, 1977. — 462 с.
- О городе Курске X—XVI вв. // Вестник МГУ. История. — 1979. — № 5.
- Рязанская писцовая приправочная книга конца XVI в.. — М.: Изд-во МГУ, 1982. — 272 с.